# Mesochorus bucculentus
Mesochorus bucculentus är en stekelart som beskrevs av Dasch 1971. Mesochorus bucculentus ingår i släktet Mesochorus och familjen brokparasitsteklar. Inga underarter finns listade i Catalogue of Life.